# シミュレーションRPGツクール95
『シミュレーションRPGツクール95』は、アスキーから1998年5月に発売されたWindows用のシミュレーションRPG作成ソフト。2001年11月にはVALUE!版が発売されている。フィールドマップや戦闘アニメーションの作成が可能なほか、クラスチェンジやキャンペーンイベントなども用意されている。

## 著名作

### 高等学校競技剣術世界大会
1999年10月のインターネットコンテストパークにおいて銀賞を受賞し、第4回アスキーエンタテインメントソフトウェアコンテストにおいて特別賞を受賞した作品。高等学校競技剣術世界大会に出場した全日本選抜高校生チームが、各国の代表と戦うという設定の作品である。Aコンでは「シミュレーションRPGとしての戦略性」に工夫があり、「意外に硬派な戦闘設定とストーリー展開のユニークさのギャップを楽しめる作品」と評されている。また『フリーゲームマニアックス』では、「イキオイのあるセリフと設定が魅力」の作品として紹介されている。「個性的なキャラクターや必殺技などに、思わず笑ってしまう」、「おもわず吹き出してしまう珍技が満載」の作品とされている。

### スピリットファイア
近未来風の世界を舞台とするSF作品であり、『テックウィンDVD』2004年11月号のコンテストパークにおける銅賞受賞作。作者である鞍腱（）は、「ボテッとしてどこか垢抜けない、使い捨て感覚のロボットが出てくるゲーム」を作りたかったと述べており、シナリオについては一士官の視点を重視し、大局の説明は最小限にとどめたとしている。
『PC Japan』では、「プレイヤーの行動次第で分岐していくストーリーや、個性的なキャラクター、迫力あるムービーシーンなど、マップごとに完結するシミュレーションゲームとは一味違ったプレイが楽しめる」作品と評されている。ベクターの「新着ソフトレビュー」では、「CGが非常に充実した、実にドラマ性の高いゲーム」と紹介されており、「難易度は若干甘めだが、ミッションに登場する敵と味方の数や能力、配置などのバランスがよく、途中でダレることなく充実した戦闘を楽しめる」とされ、また「シナリオによって主人公の置かれる立場がまったく様変わりし、戦闘の難易度や雰囲気までもが変化してしまうのも見事」とも評されている。『フリーゲームベストヒット』においても、ゲームバランスやムービーシーンなどが評価されている。

### EXTRAPOWER ATTACK OF DARKFORCE
LUCKY LAMP PROJECTによるEXTRAPOWERシリーズの1作品目。第4回ふりーむ!ゲームコンテストにおける「ふりーむ賞」受賞作。2008年12月23日公開。

### 魔法少女
魔法少女となった中学生たちの戦いを描いた長編作品。2012年8月31日公開。窓の杜のコーナー「週末ゲーム」では、「それぞれの少女たちが悩みを抱え、死と隣り合わせの戦いを乗り越え、仲間とのふれあいの中で少しずつ成長していくストーリーがプレイヤーをグッと引きつける」と評されており、また「物語といい、簡単すぎず難しすぎずのマップ構成といい、もの凄いパワーを注ぎ込んでる作品という印象を受けた」とも評されている。2018年2月2日には、本作のリメイク版である『新説魔法少女』（SRPG Studio製）が公開されている。